# José Daniel Barquero Cabrero
Pour les articles homonymes, voir Cabrero.
 (juin 2009).

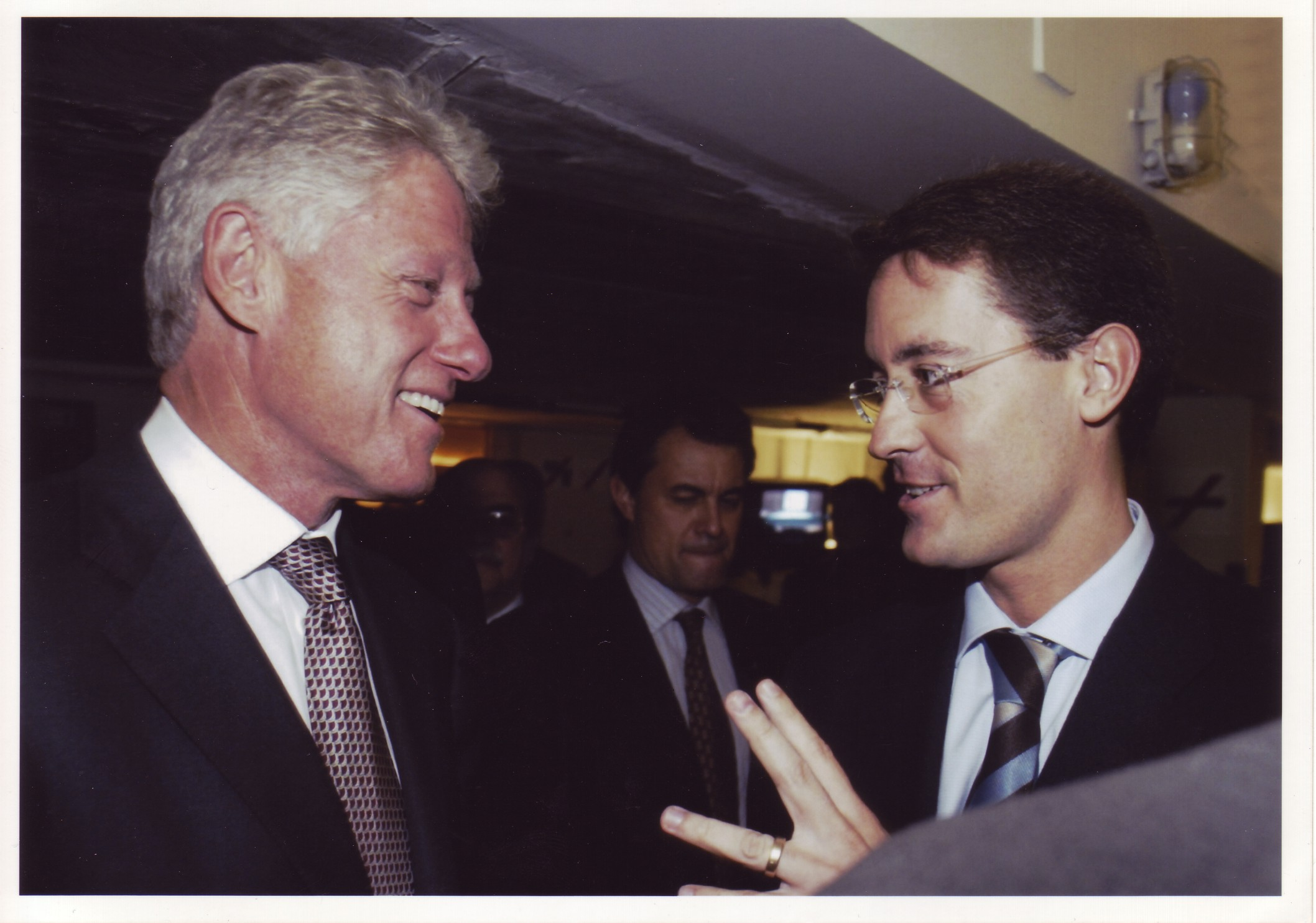
Bill Clinton et José Daniel Barquero

José Daniel Barquero Cabrero (né à Barcelone le 13 juillet 1966) est un entrepreneur et professeur d'université espagnol.

## Biographie
Né à Barcelone en 1966, il est le fils d’une famille d’entrepreneurs. Il a commencé sa vie professionnelle en 1988 à Boston, New York et Washington, aux côtés du Dr. Edward Bernays, considéré comme le créateur de la science des relations publiques et l'une des 100 personnalités le plus importantes du XXe siècle selon le magazine LIFE.
Barquero a participé avec Bernays à nombreuses campagnes de relations publiques, propagande, et marketing politique. En 1991, il commence sa collaboration pour des différentes institutions du Royaume-Uni, avec le professeur Sam Black, un des premiers relations publiques à l’Europe ; Sam Black et Barquero développent des campagnes à Londres et en Espagne. Barquero décide d'ouvrir un Bureau de relations publiques en Espagne : Barquero, Huertas & Llauder Asesores. Ils travaille actuellement avec des organisations du monde de l’entreprise, de la politique, de l’enseignement, de la culture et des droits de l'homme.

## Carrière universitaire et scientifique
José Daniel Barquero est membre de l'Académie royale des sciences économiques et financières (RACEF) d'Espagne et membre de l'Académie royale des docteurs (RAD) de Catalogne. Il a développé ses travaux comme chercheur et professeur en sciences sociales, science politique et relations publiques, ce dernier domaine étant son sujet de spécialisation.

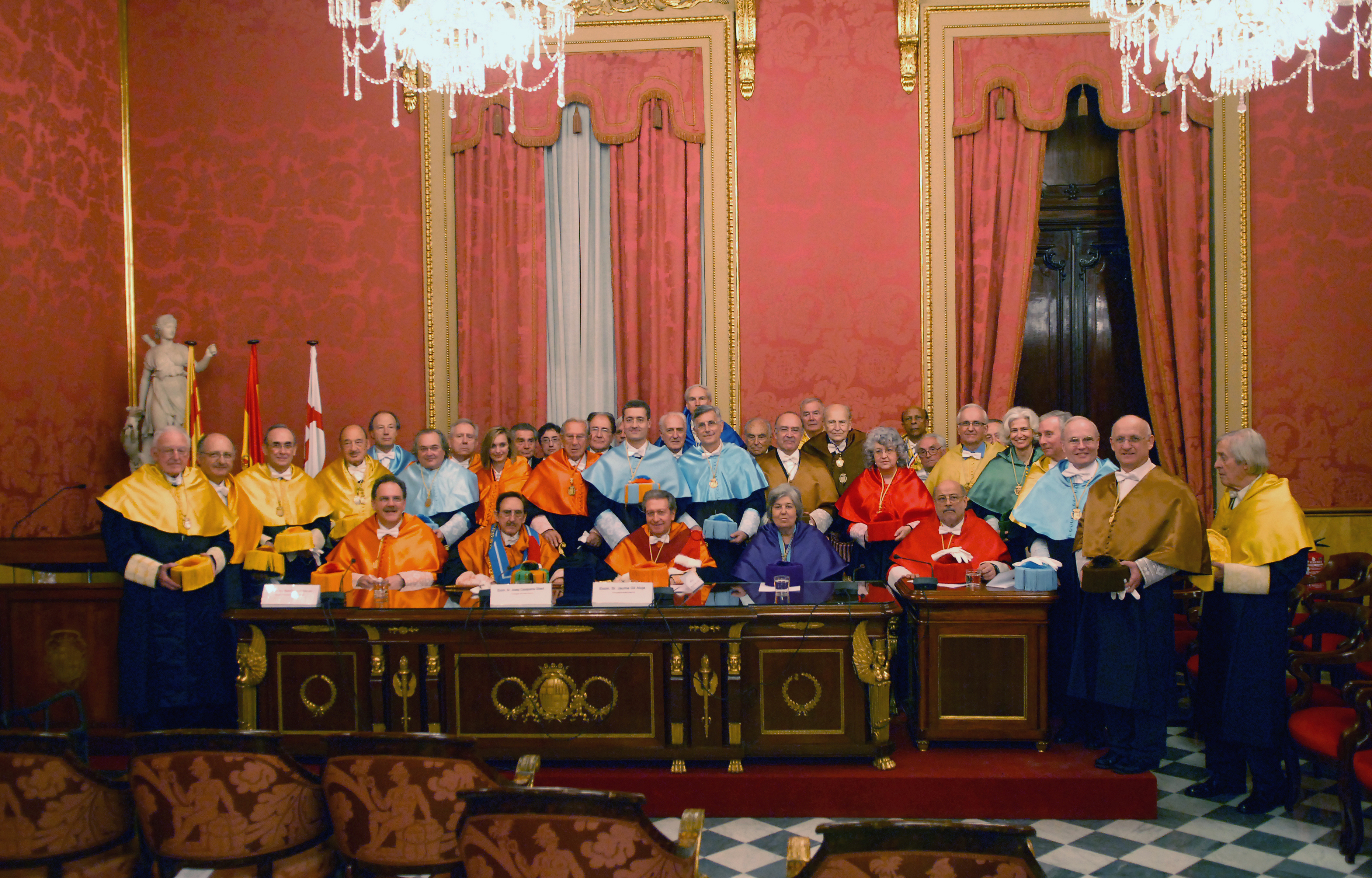
José Daniel Barquero, académicien de la RAD

Il est considéré comme l’auteur le plus vendu en matière de relations publiques, comme confirmé par le Centre espagnol des droits de reproduction graphiques (CEDRO) et par les maisons éditoriales et institutions pour lesquelles il a publié ses 30 livres : Deusto, McGraw-Hill, Planeta, Gestión 2000, Lexnova, Grinver, Furtwangen, Libertarias et Amat Editores.
Plusieurs de ses ouvrages ont été traduits en anglais, russe et portugais.
Barquero a coordonné des collections des livres comme par exemple : Colección Clásicos de Relaciones Públicas, édition de Planeta ; Colección del Master en Relaciones Públicas y Comunicación en las Organizaciones IL3-Universidad de Barcelona, édition de McGraw-Hill. Les journaux économiques espagnols Expansión et Cinco Días ont publié dans ses respectives collections de management, des livres de Barquero, spécialisés en marketing politique, relations publiques et communication.
Il a été professeur des universités nationales et internationales comme Universidad de Barcelona, Universidad Autónoma de Barcelona, Universidad Ramón Llull, université Complutense de Madrid, toutes en Espagne ; Universidad Diego Portales, Universidad de San Andrés, Universidad Francisco de Aguirre, toutes au Chili ; Universidad Interamericana –UNICA, République dominicaine; Zhejiang University, Chine ; Moscow State University of Technologies and Management, Russie. 
Il a publié plus de 50 articles pour des journaux scientifiques en marketing, entreprise et relations publiques, édités par Expansión, Buenaval, Colegio Ilustre Oficial de Titulados Mercantiles y Empresariales de Barcelona, Relaciones Públicas Internacionales, RIAF, et des autres.

## Carrière académique
José Daniel Barquero a obtenu un doctorat de l'Universidad Internacional de Cataluña, pour sa thèse Relations publiques multiculturelles pour éviter le choc des cultures et des civilisations, publiée par la maison espagnole Libertarias  (ISBN 978-84-7954-591-8), et en anglais par la maison éditoriale de la Staffordshire University (Royaume-Uni,  (ISBN 978-84-935828-6-9)).

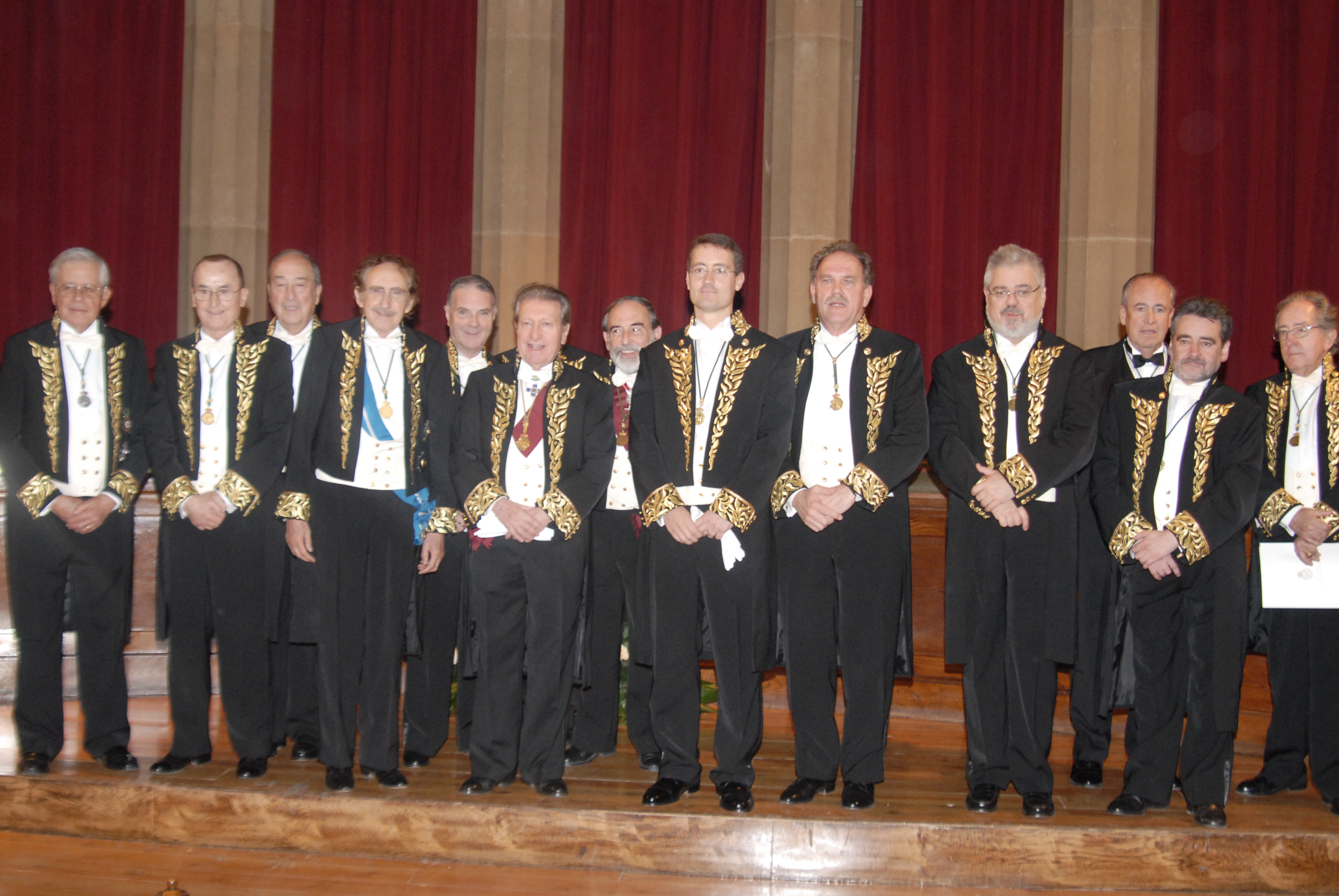
José Daniel Barquero, académicien de la RACEF

Barquero a obtenu aussi un Executive MBA de l’université de Barcelone, il est aussi expert certifié en relations publiques internationales (université Complutense de Madrid), Bachelor en Advertising et relations publiques et diplômé en sciences de l’entreprise de l'université de Barcelone).

## Récompenses internationales
Dû à son gestion et recherche et à son contribution à la science des relations publiques académiques et de l’entreprise, il a été nommé docteur honoris causa des universités suivantes :
- Université publique Staffordshire University, Royaume-Uni
- Université publique Zhejiang, Chine
- Université publique d’Économie de Moscou, Russie
- Université interaméricaine –UNICA- République dominicaine
- Université de San Andrés et l’Université Francisco de Aguirre, Chili.

Il est membre d’honneur de la Harvard Business School de Barcelone.

## Développement social et responsabilité sociale de l'entreprise
Barquero est le vice-président de la Société des droits de l'homme Juez Guzmán. Cette association s'occupe de la promotion des activités à caractère social au sein de l'entreprise. Le président de cette organisation est Juan Guzmán Tapia. 

## Responsabilités actuelles
Président du Conseil supérieur européen des docteurs et docteurs honoris causa, vice-président de la Société des droits de l'homme Juez Guzmán, directeur général de la Business school ESERP, directeur général de Barquero, Huertas & Llauder Asociados. 

## Recherche et publications
- Historia de las Relaciones Públicas en el Mundo, Furtwangen 2007.  (ISBN 978-84-935828-0-7)
- How to Avoid The Clash of Cultures and Civilizations, Furtwangen 2007.  (ISBN 978-84-935828-6-9)
  - Como Evitar el Choque de Culturas y Civilizaciones, Libertarias 2007.  (ISBN 978-84-7954-591-8)
- Los Secretos del Protocolo, Las Relaciones Públicas y la Publicidad, Lex Nova 2007.  (ISBN 978-84-8406-768-9)
- Dirección Estratégica de Relaciones Públicas en Europa y América Latina, Furtwangen 2007.  (ISBN 978-84-935828-7-6)
  - Dirección Estratégica de Relaciones Públicas en Europa y América Latina, Furtwangen 2008.  (ISBN 978-84-935828-7-6)
- Las Organizaciones en Crisis: Cómo Solucionarlas Rápido y con Garantías de Éxito, Furtwangen 2007.  (ISBN 978-84-935828-5-2)
  - Relaciones Públicas para Organizaciones en Situaciones de Crisis: Cómo Solucionarlas Rápido y con Garantías de Éxito, Furtwangen 2008.  (ISBN 978-84-935828-5-2)
- Dirección de Relaciones Públicas, Gestión 2000 2007.  (ISBN 84-8088-948-9)
- Manual de Relaciones Públicas Eficaces, Gestión 2000 2006.  (ISBN 84-96426-97-1)
- Villancicos Navideños Editorial Furtwangen 2007.  (ISBN 978-84-9358-281-4)
- Nuevo Plan General de Contabilidad Editorial Furtwangen 2007.  (ISBN 97884935828-2-1)
- Gran Enciclopedia de la Dirección de Empresas. Tomo XI: Dirección de Comunicación, McGraw-Hill/Interamericana de España, S.A.U 2005.  (ISBN 978-84-8036-729-5)
- Marketing de Clientes. ¿Quién se ha llevado mi Cliente?, McGraw-Hill/Interamericana de España, S.A.U 2007.  (ISBN 978-84-481-5614-5)
- El Libro de Oro de las Relaciones Públicas, Gestión 2000 2007.  (ISBN 978-84-96612-23-5)
- Lo que se aprende en los mejores MBA: Volumen 1, Gestión 2000 2007.  (ISBN 978-84-96612-82-2)
- Lo que se aprende en los mejores MBA, Gestión 2000 2001.  (ISBN 84-8088-665-X)
- El Libro Azul del Protocolo y las Relaciones Públicas, McGraw-Hill/Interamericana de España, S.A.U 2004.  (ISBN 84-481-4158-X)
- Villancicos Navideños, Furtwangen 2003.  (ISBN 978-84-9358-281-4)
- Enciclopedia del Reloj de Bolsillo, Amat S.L. 2005.  (ISBN 84-9735-189-4)
- De la Decisión de Compra a la Catalogación: Todo sobre los Relojes de Bolsillo, Amat S.L. 2006.  (ISBN 84-9735-250-5)
- ¿Real? ¿Virtual? Marketing Estratégico Integral, A.C. 2001.  (ISBN 84-7288-209-8)
- Relaciones Públicas Financieras Editorial Club d’Inversió – La Llotja de Mar – Facultat de Ciències Econòmiques i Empresarials de la Universitat Central de Barcelona 1992.  (ISBN 84-604-4239-X)
- Manual de Relaciones Públicas Empresariales, Gestión 2000 1994.  (ISBN 84-8088-024-4)
- Manual de Relaciones Públicas Empresariales e Institucionales, Gestión 2000 1999.  (ISBN 84-8088-328-6)
- Manual de las Relaciones Públicas, Comunicación y Publicidad, Gestión 2000 2007.  (ISBN 84-234-2484-7)
- Manual de Relaciones Públicas, Comunicación y Publicidad, Gestión 2000 2003.  (ISBN 84-8088-904-7)
  - Manual de Relaciones Públicas, Comunicación y Publicidad, Gestión 2000 2005.  (ISBN 84-96426-06-8)
- Gane Usted las Próximas Elecciones. Marketing Político, Gestión 2000 2005.  (ISBN 84-8088-990-X)
- Relaciones Públicas Estratégicas. Cómo Persuadir a su Entorno para Obtener Credibilidad y Confianza, Gestión 2000 2005.  (ISBN 84-96612-22-8)
- Casos de Relaciones Públicas Internacionales, Gestión 2000 1994.  (ISBN 84-8088-052-X)
- Cristalizando la Opinión Pública, Gestión 2000 1998.  (ISBN 84-8088-213-1)
- ABC de las Relaciones Públicas, Gestión 2000 1994.  (ISBN 84-8088-053-8)
  - ABC de las Relaciones Públicas, Gestión 2000 2004.  (ISBN 84-8088-803-2)
- Relaciones Públicas, Grinver, S.A.  (ISBN 84-404-7562-4)
- Comunicación Estratégica. Relaciones Públicas, Publicidad y Marketing, McGraw-Hill/Interamericana de España, S.A.U. 2005.  (ISBN 84-481-9888-3)
- Casos Prácticos de Relaciones Públicas, Gestión 2000 1995.  (ISBN 84-8088-087-2)
- Manual de Banca, Finanzas y Seguros, Gestión 2000, 1997.  (ISBN 84-8088-176-3)
  - Manual de Banca, Finanzas y Seguros, Gestión 2000 1998.  (ISBN 84-8088-176-3)
  - Manual de Banca, Finanzas y Seguros, Gestión 2000 2001.  (ISBN 84-8088-598-X)
- Marketing de Clientes, McGraw-Hill/Interamericana de España, S.A.U. 2003.  (ISBN 84-481-3948-8)
- Comunicación y Relaciones Públicas, McGraw-Hill/Interamericana de España, S.A.U. 2002.  (ISBN 84-481-3219-X)
- Momentos Difíciles. Cómo Solucionar Eficaz y Rápidamente una Crisis, Furtwangen 2008.  (ISBN 978-84-935828-5-2)
- Lo que se aprende en los mejores MBA, Gestión 2000 1999.  (ISBN 84-8088-366-9)
- Relaciones Públicas Financieras, Gestión 2000 2001.  (ISBN 84-8088-681-1)
  - Relaciones Públicas Financieras, Gestión 2000 1994.  (ISBN 84-8088-035-X)
- A Commitment to Excellence International Public Relations Association the First Forty Years, Sam Black/Tony Murdoch.  (ISBN 91-86990-14-4)
- O Livro de Ouro das Relaçoes Públicas, Porto Editora 1996.  (ISBN 84-8088-127-5)
- Ciencia de las Relaciones Públicas, CSEDOHC – Consejo Superior Europeo de Doctores Honoris Causa 2001.
- Relaciones Públicas, CSEDOHC – Consejo Superior Europeo de Doctores Honoris Causa 2001.
- Relaciones Públicas Financieras y Mercado de Valores Club d’Inversió – La Llotja de Mar – Facultat de Ciències Econòmiques i Empresarials de la Universitat Central de Barcelona.  1992.
- Exposición IBN Jaldún. El Mediterráneo en el siglo XIV : Auge y declive de los Imperios. La Península Ibérica. El Entorno Mediterráneo. Relojes de Leyenda.